# 赵革
赵革（1970年4月—），男，汉族，黑龙江海伦人，中华人民共和国政治人物，第十二届全国人民代表大会黑龙江地区代表。
曾任河北省委常委、政法委书记。

## 生平
毕业于黑龙江大学经济学专业。1988年6月加入中国共产党。1992年8月参加工作。历任黑龙江省人民政府办公厅副处级干部、正处级干部，中共宾县县委副书记（正处级），宾县县委副书记、县长，宾西经济技术开发区管委会主任（正局级），宾县县委书记，宾西经济技术开发区党工委书记（正局级），哈尔滨市人民政府党组成员、秘书长。2013年，被选为第十二届全国人大代表。2017年10月任哈尔滨市副市长，2019年6月任中共哈尔滨市委常委、秘书长，2019年12月任中共廊坊市委副书记、代理市长。2020年8月任中共衡水市委书记。2021年11月任中共河北省委常委、政法委书记。2022年5月不再担任政法委书记。